# تشيما دي كوغن
تشيما دي كوغن (بالإنجليزية: Cima di Cugn)‏ هو أحد جبال سلسلة جبال الألب ليبونتيني وجزء من القمة الأم مارمونتانا يقع في لومبارديا، إيطاليا وكانتون غراوبوندن، سويسرا. يبلغ ارتفاع الجبل حوالي 2237 متر، بينما يبلغ ارتفاع نتوء الجبل 52 متر.